# Atletas Olímpicos Independentes nos Jogos Olímpicos de Verão de 2016
O time de Atletas Olímpicos Independentes participou dos Jogos Olímpicos de Verão de 2016, que foram realizados na cidade do Rio de Janeiro, no Brasil, entre os dias 5 e 21 de agosto de 2016. A equipe é composta de atletas kuwaitianos que competem sob a bandeira olímpica, uma vez que o Comitê Olímpico do Kuwait foi suspenso pelo Comitê Olímpico Internacional (COI) devido à interferência governamental.
O atleta Fehaid Al-Deehani conquistou a medalha de ouro no Tiro desportivo na modalidade Fossa double no dia 10 de agosto de 2016, derrotando o italiano Marco Innocenti por 26x24. 
O atleta Abdullah Al-Rashidi ganhou a medalha de bronze também no Tiro desportivo na modalidade Skeet masculino no dia 13 de agosto de 2016, derrotando o ucraniano Mikola Milchev por 16x14.